# Бродски Варош
Бродски Варош је насељено место у Славонији, у саставу града Славонског Брода, Бродско-посавска жупанија, Република Хрватска.

## Историја
До нове територијалне организације у Хрватској, село је припадало бившој великој општини Славонски Брод.

## Становништво
На попису становништва 2011. године, Бродски Варош је имао 2.035 становника.
По попису из 2001. године, Бродски Варош је имао 2.221 становника.
| Националност       | 1991.          | 1981.          | 1971.          |
| Хрвати             | 1.409 (91,13%) | 1.394 (88,78%) | 1.286 (96,11%) |
| Срби               | 33 (2,13%)     | 21 (1,33%)     | 28 (2,09%)     |
| Југословени        | 15 (0,97%)     | 120 (7,64%)    | 15 (1,12%)     |
| остали и непознато | 89 (5,75%)     | 35 (2,22%)     | 9 (0,67%)      |
| Укупно             | 1.546          | 1.570          | 1.338          |

## Попис1991.
На попису становништва 1991. године, насељено место Бродски Варош је имало 1.546 становника, следећег националног састава:
| Попис 1991.‍   | Попис 1991.‍  | Попис 1991.‍ | Попис 1991.‍ | Попис 1991.‍ |
| ------------- | ------------ | ----------- | ----------- | ----------- |
|               |              |             |             |             |
| Хрвати        | Хрвати       |             | 1.409       | 91,13%      |
| Срби          | Срби         |             | 33          | 2,13%       |
| Југословени   | Југословени  |             | 15          | 0,97%       |
| Украјинци     | Украјинци    |             | 3           | 0,19%       |
| Немци         | Немци        |             | 1           | 0,06%       |
| неопредељени  | неопредељени |             | 29          | 1,87%       |
| непознато     | непознато    |             | 56          | 3,62%       |
| укупно: 1.546 |              |             |             |             |

## Познате личности
- Ђуро Ђаковић, комуниста